# Myristica teijsmannii
Myristica teijsmannii är en tvåhjärtbladig växtart som beskrevs av Friedrich Anton Wilhelm Miquel. Myristica teijsmannii ingår i släktet Myristica och familjen Myristicaceae. Inga underarter finns listade i Catalogue of Life.